# Étienne Diemunsch
Étienne Diemunsch né le 10 avril 1988 à Fay-sur-Lignon est un triathlète professionnel français. Il est notamment champion du monde de duathlon en relais mixte.

## Biographie

### Jeunesse
Étienne Diemunsch commence le triathlon à l'âge de dix ans. Son sport d'origine est la natation et son record personnel en course à pied sur 10 km est de 29 min 26 s. En 2010 et 2011, il est champion du monde espoirs de duathlon.

### Carrière en triathlon
Étienne Diemunsch a dans son palmarès trois victoires d'étapes de coupe du monde, celle de Guatapé en 2011, celle de Cozumel en 2014 et celle de Huatulco en 2016.
Dans le Grand Prix de triathlon, il représente l'équipe de Sartrouville depuis 2010. En mai 2014. Il est vice-champion du monde de duathlon en Espagne.

### Autre pratique sportive
Il pratique également pendant la période hivernale, le cross-country où il se classe 16e français (18e au scratch) au championnat de France de cross-country en 2011. Champion d'Auvergne 2014, et champion Interrégional Centre-Est en 2015.
À côté des sports d'endurance, il pratique le parapente. Depuis 2024 il exerce comme moniteur de parapente dans le Cantal.

## Palmarès
Le tableau présente les résultats les plus significatifs (podium) obtenus sur le circuit national et international de triathlon depuis 2011,.
| Année | Compétition                                    | Pays     | Position           | Temps           |
| ----- | ---------------------------------------------- | -------- | ------------------ | --------------- |
| 2021  | Triathlon de Gérardmer XL                      | France   | Médaille d'argent  | 4 h 27 min 59 s |
| 2021  | Embrunman                                      | France   | Médaille d'argent  | 9 h 38 min 7 s  |
| 2016  | Coupe du monde - l'étape de Huatulco           | Mexique  | Médaille d'or      | 1 h 58 min 23 s |
| 2014  | Grand Prix de triathlon (équipe club)          | France   | Médaille d'or      |                 |
| 2014  | Grand Prix de triathlon - Étape de Quiberon    | France   | Médaille d'argent  | Timing          |
| 2014  | Triathlon de Gérardmer                         | France   | Médaille d'or      | 2 h 5 min 46 s  |
| 2014  | Coupe du monde - l'étape de Cozumel            | Mexique  | Médaille d'or      | 1 h 59 min 13 s |
| 2014  | Championnats du monde de duathlon              | Espagne  | Médaille d'argent  | 1 h 50 min 39 s |
| 2014  | Championnats du monde de duathlon relais mixte | Espagne  | Médaille d'or      | 1 h 33 min 19 s |
| 2014  | Championnat de France de duathlon              | France   | Médaille de bronze | 1 h 11 min 29 s |
| 2013  | Triathlon EDF Alpe d'Huez (M)                  | France   |                    | 1 h 54 min 19 s |
| 2013  | Coupe du monde - l'étape de Guatapé            | Colombie |                    | 1 h 59 min 13 s |
| 2011  | Coupe du monde - l'étape de Guatapé            | Colombie |                    | 0 h 57 min 15 s |
| 2011  | Grand Prix de triathlon (équipe club)          | France   |                    |                 |